# Ortocromàtic

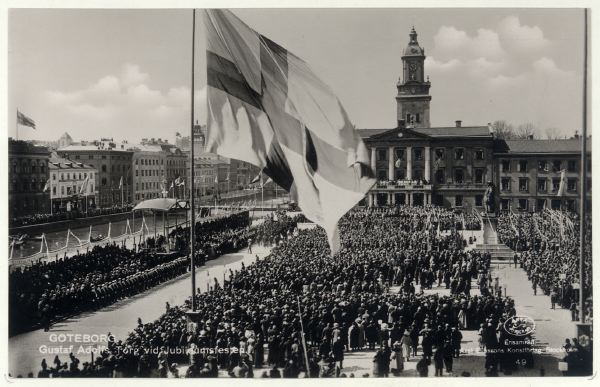
Banderes sueques a Göteborg el 1923. En aquesta fotografia ortocromàtica, la creu groga de la bandera sembla més fosca que els camps blaus.

Ortocromàtic es refereix a tot espectre de llum que està desproveït de llum vermella.

## Fotografies ortocromàtiques
Les pel·lícules fotografies ortocromàtiques posseeixen una emulsió fotogràfica que és sensible a qualsevol llum blava i verda, per tant poden ser processades amb una llum vermella. En usar pel·lícules ortocromàtiques els objectes blaus apareixen més clars i els vermells més foscos a causa de la major sensibilitat del color blau. Una pel·lícula pancromàtica estàndard es pot utilitzar amb un filtre de lents cian (que elimina la llum vermella) per produir un efecte similar.
Les pel·lícules ortocromàtiques van ser produïdes per primera vegada per Hermann Wilhelm Vogel el 1873 mitjançant l'addició de petites quantitats de certs tints d'anilina basats en emulsions fotogràfiques que fins llavors havien estat sensibles només a la llum blava. Va ser un treball que va ser perllongat per, entre d'altres, Josef Maria Eder, qui va introduir l'ús del tint vermell d'eritrosina el 1884.